# 투마스 하케
투마스 하케(Tomas Haake, 1971년 7월 13일 ~)는 스웨덴의 드러머이며 익스트림 메탈 밴드 메슈가에서 주요 작사 일을 도맡아 하고 있다. 그는 폴리리듬의 능숙한 사용과 기교적인 연주로 널리 알려져있다. 2012년에 하케는 MetalSucks.net의 '베스트 모던 메탈 드러머' 부문에서 5위에 선정되었다. 모던 드러머 잡지 2008년 6월호에서는 독자 투표를 통해 메탈 부문에서 1위에 선정되기도 했다.

## 음악 커리어
하케는 메슈가의 대부분의 작사일을 도맡아 하며, Contradictions Collapse의 "Choirs of Devastation", Destroy Erase Improve의 "Inside What's Within Behind", "Suffer In Truth", "Sublevels", Chaosphere의 "Sane", "The Exquisite Machinery of Torture", Nothing의 "Spasm", Catch Thirtythree의 여러 수록곡, obZen의 "Dancers to a Discordant System"과 같은 곡들에 나레이션을 녹음하기도 한다.
그는 또한 메슈가의 기타리스트 프레드리크 토르덴달의 솔로 음반인 Sol Niger Within의 수록곡에 나레이션을 녹음했으며 메슈가의 음반 The True Human Design의 "Futile Bread Machine (Campfire Version)"의 보컬을 녹음하기도 했다.

## 영향
하케는 헤비 메탈, 재즈 퓨전, 프로그레시브 록의 여러 음악가들로부터 음악적 영향을 받았다. 블랙 사바스, 메탈리카, 러시가 그의 음악적 성향에 큰 영향을 준 밴드들이다. 그가 영향을 받은 드러머로는 션 레이너트(시닉), 닐 피어트(러시), 이언 모슬리(마릴리온), 테리 보지오(미싱 퍼슨즈, 프랭크 자파), 비니 콜라이유타, 게리 허스번드, 데이브 웨클이 있다.

## 장비

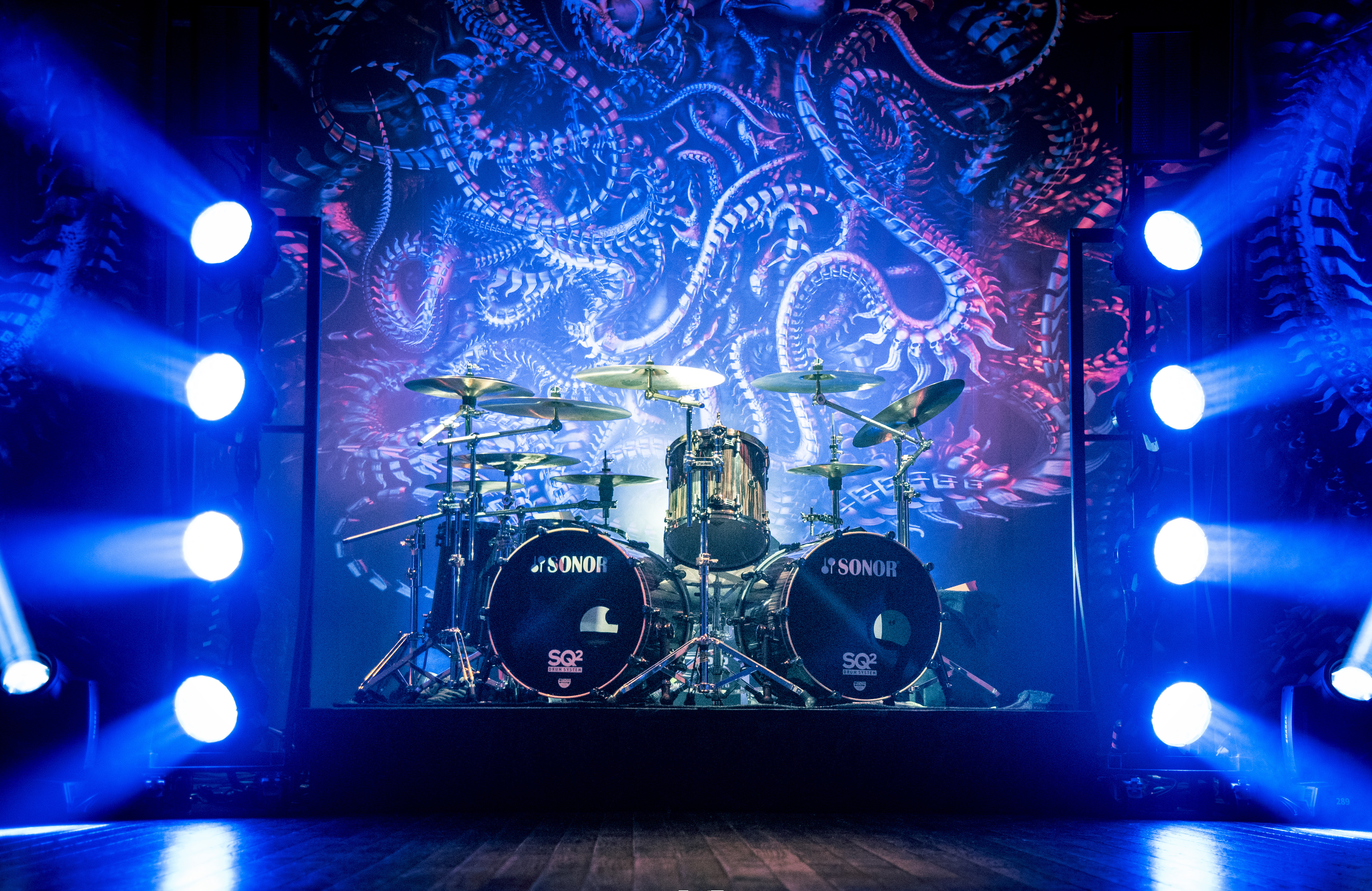
2017년도 투마스 하케의 드럼 세트

- 드럼 세트 - 소너 SQ2 시리즈[5]

| - - 14x14" Tom | - - 16x15" Floor Tom - 18x18" Floor Tom | - - 22x18" Bass Drum (2x) - 14x6" Sonor Artists Bronze Series Snare with Tama Power Hoops |

- 심벌 - 사비엔[5]

| - - 14" HHX Compression Hi-Hats - 19" AAXtreme Chinese - 19" HHX Stage Crash | - - 21" HHX Stage Crash - 20" HHX Stage Crash - 19" Paragon Chinese/15" HH thin Crash (stacked) | - - 15" HHX Stage Hats - 22" Legacy Ride (as crash) - 21" AAXtreme Chinese |

- 드럼 헤드 - 레모(영어판)[5]

| - - Toms: (12", 14", 15", 18") Coated Emperors, Ebony Ambassadors - bottom | c - - Bass Drums: (22") Powerstroke 3 Coated - batter, PowerStroke 3 Ebony - front |  |

- 하드웨어 - 소너, 펄, 포터 & 데이비스[5]

| - - Tama Speed Cobra single Pedal (2x) - Porter & Davies BC2 w/backrest |

- 드럼 스틱 - 윈센트[5]

## 사생활
하케는 Alekhine's Gun이라고 하는 헤비 메탈 밴드의 보컬이자 오렌지 이즈 더 뉴 블랙의 출연진인 제시카 피멘텔과 2013년부터 교제 중이다.

## 디스코그래피
- Contradictions Collapse (1991)
- None (EP, 1994)
- Selfcaged (EP, 1995)
- Destroy Erase Improve (1995)
- Chaosphere (1998)
- Nothing (2002)
- I (EP, 2004)
- Catch Thirtythree (2005)
- Nothing - Re-issue (2006)
- obZen (2008)
- Koloss (2012)
- Pitch Black (EP, 2013)
- The Violent Sleep of Reason (2016)